# Hécatonicosachore 5/2,3,5
| Hécatonicosachore 5,3,5/2   | Hécatonicosachore 5,3,5/2   |
| --------------------------- | --------------------------- |
| Projection orthogonale      |                             |
| Type                        | Polychore de Schläfli-Hess  |
| Cellules                    | 120 {5,3}                   |
| Faces                       | 720 {5}                     |
| Arêtes                      | 720                         |
| Sommets                     | 120                         |
| Figure de sommet            | {3,5}                       |
| Symbole de Schläfli         | {5/2,3,5}                   |
| Diagramme de Coxeter-Dynkin |                             |
| Groupe de symétrie          | H4, [3,3,5]                 |
| Dual                        | Hécatonicosachore 5/2,5,5/2 |
| Propriétés                  | Régulier                    |

En géométrie, l'hécatonicosachore 5/2,3,5 est un 4-polytope régulier étoilé ayant pour symbole de Schläfli {5/2,3,5}. C'est l'un des 10 polychores de Schläfli-Hess.
C'est l'un des quatre 4-polytopes réguliers étoilés découverts par Ludwig Schläfli.

## Polytopes associés
Il a la même disposition d'arêtes (en) que le grand hexacosichore et l'hécatonicosachore icosaédral, ainsi que la même disposition de faces que l'hécatonicosachore 5/2,5,5/2.
| H3 | A2 / B3 / D4 | A3 / B2 |
| -- | ------------ | ------- |
|    |              |         |